# Böttcherstraße 2 (Stralsund)
Das Gebäude mit der postalischen Adresse Böttcherstraße 2 ist ein denkmalgeschütztes Bauwerk in der Böttcherstraße in Stralsund.

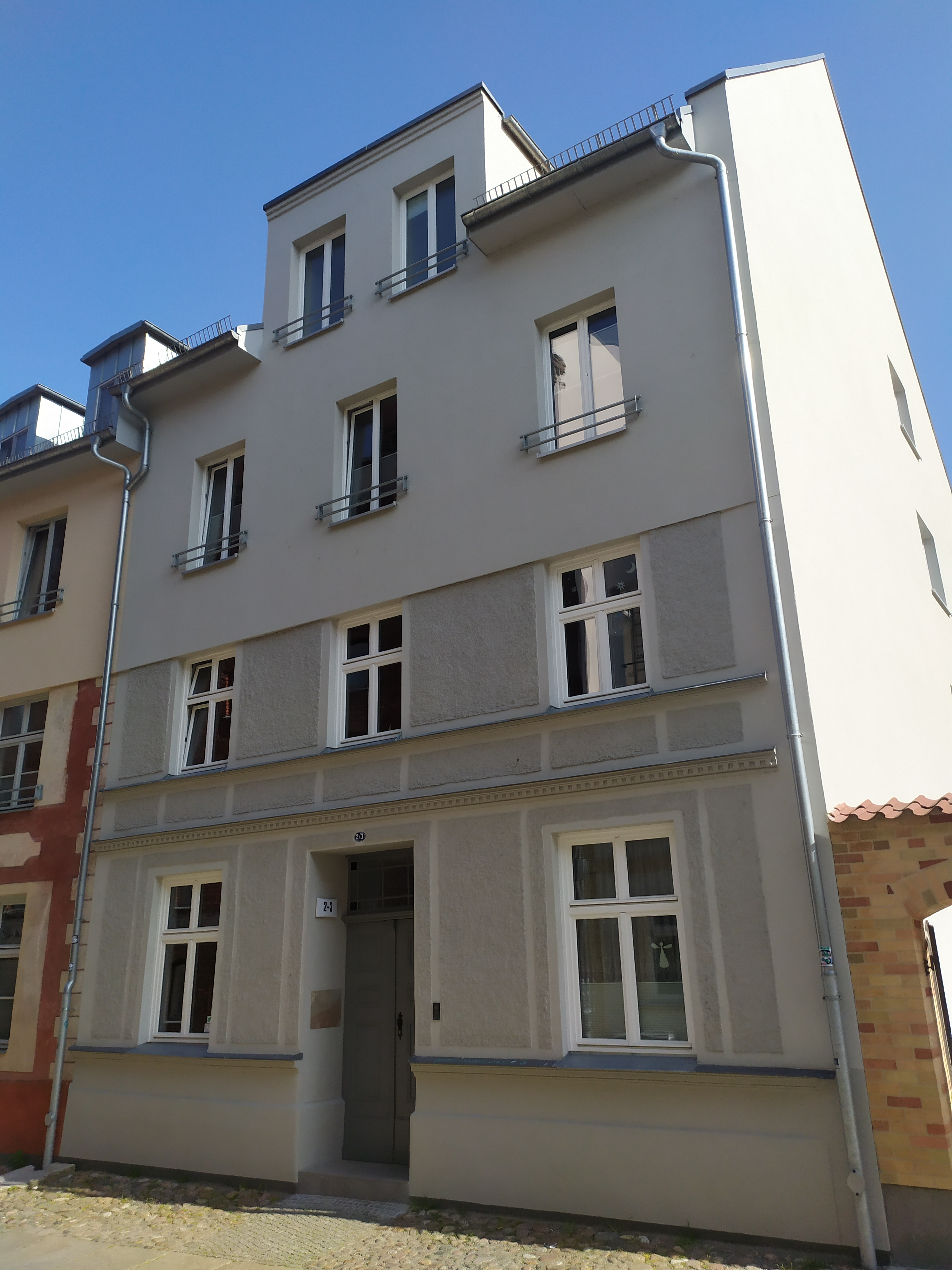
Das Haus Böttcherstraße 2 in Stralsund (2023)

Der zweigeschossige und dreiachsige, traufständige Putzbau wurde im Jahr 1737 errichtet.
Die Fassade ist im Stil der Barockzeit gestaltet. Über dem Erdgeschoss und auch unter der Traufe verlief ein Zahnschnittfries.  Vom Haus war Stand 2017 nur noch die Straßenfront mit der Haustür erhalten, später wurde es wieder aufgebaut.
Das Haus liegt im Kerngebiet des von der UNESCO als Weltkulturerbe anerkannten Stadtgebietes des Kulturgutes „Historische Altstädte Stralsund und Wismar“. In die Liste der Baudenkmale in Stralsund ist es mit der Nr. 113 eingetragen.